# Super Ligue européenne de football
La Ligue Unify (en anglais : The Uniify League), auparavant appelé Super Ligue européenne de football (en anglais : European Super League ou The Super League) est un concept de compétition sportive ouverte entre 96 clubs participants parmi les clubs de football les plus puissants du continent européen. Elle fait l'objet de discussions depuis les années 1990. La Fédération internationale de football association (FIFA) et les six confédérations continentales, dont l'Union des associations européennes de football (UEFA), rejettent systématiquement la formation d'une ligue dissidente, qui, à l'annonce de sa création, est principalement portée par le président du Real Madrid Florentino Pérez et par celui de la Juventus Turin Andrea Agnelli. 
Le 18 avril 2021, douze clubs européens (six anglais, trois espagnols et trois italiens) annoncent la création d'une compétition privée concurrente de la Ligue des champions de l'UEFA, dénommée en anglais : European Super League. Trois autres membres fondateurs permanents sont prévus, alors que le Paris SG, le Bayern Munich et le Borussia Dortmund indiquent avoir refusé d'y participer. L'annonce de cette création de « Ligue fermée » provoque une levée de boucliers à travers toute l'Europe, des instances du football, de plusieurs dirigeants, entraîneurs, joueurs, gouvernements, et par de nombreux supporters, particulièrement en Angleterre.  Le 20 avril 2021, seulement deux jours après l'annonce de sa création, le club de Manchester City annonce avoir entamé une procédure de retrait. Le 21 avril 2021, l'ensemble des clubs anglais restants ainsi que l'AC Milan, l'Inter Milan et l'Atlético Madrid renoncent à leur tour, et le projet, selon ses promoteurs, est alors suspendu pour être « remodelé ».

## Les prémices

### Des années 1990 à 2020, projets, pressions des clubs et réformes de l'UEFA

#### 1998, le projet de Media Partners
En 1998, la société italienne de gestion de droits sportifs Media Partners étudie sérieusement l'idée d'une Super Ligue qui serait une compétition semi-fermée entre clubs européens, pour concurrencer le monopole de l'Union des associations européennes de football (UEFA). Seize clubs permanents et seize clubs qualifiés selon leurs résultats en championnat se répartissent en quatre poules de huit, jouant du mardi au jeudi. Le vainqueur remporterait près de 300 millions de francs, et la simple participation assurerait un gain de 130 millions de francs soit plus de 15 millions de plus que la somme remportée par le vainqueur de la Ligue des champions 1997, le Borussia Dortmund. La compétition est financée par plusieurs groupes audiovisuels dont News Corporation de Rupert Murdoch.
Les clubs permanents, un groupe surnommé G14 puis G18, sont trois clubs italiens (Juventus FC, Inter Milan et AC Milan), trois clubs anglais (Arsenal FC, Liverpool FC et Manchester United), 2 clubs allemands (Bayern Munich et Borussia Dortmund), 2 clubs français (Olympique de Marseille et Paris Saint-Germain), 2 clubs espagnols (Real Madrid et FC Barcelone), un club belge (RSC Anderlecht), un club néerlandais (Ajax Amsterdam), un club grec (Panathinaikos) et un club portugais (Benfica). Lorenzo Sanz, président du Real Madrid, est l'un des plus fervents défenseurs du projet.
Media Partners revoit ses règles d'entrée en septembre, proposant non plus 16 mais 18 clubs fondateurs choisis selon les résultats sportifs des 10 dernières années, et révocables tous les trois ans en fonction de leur performance en Super Ligue, ainsi que 18 champions nationaux. 36 clubs sont répartis en trois poules de 12, chaque équipe jouant les 11 autres une seule fois. La seconde phase est une phase à élimination directe, des huitièmes de finale aux demi-finales en matchs aller-retour et avec la finale en un match sec. Une autre compétition est aussi proposée, la Pro Cup, qui est une fusion de la Coupe d'Europe des vainqueurs de coupe et la Coupe UEFA jouée intégralement sous un format à élimination directe ; les vainqueurs des coupes nationales sont qualifiés d'office ainsi que les meilleurs clubs des 10 dernières années non qualifiés pour la Superligue. 
L'UEFA menace les joueurs participant à cette compétition de suspension d'équipe nationale et crée une task force de quatorze personnes dont cinq représentants de grands clubs européens (Ajax Amsterdam, Bayern Munich, Juventus FC, Liverpool FC et Olympique de Marseille) en septembre 1998 afin de réfléchir à une réforme pouvant satisfaire les clubs.
Une réforme des compétitions européennes est alors proposée, avec l'extension de la Ligue des champions aux troisièmes et quatrièmes des grands championnats avec 2 phases de poules et la suppression de la Coupe d'Europe des vainqueurs de coupe dont les participants sont reversés en Coupe UEFA ; le 23 octobre 1998 à Genève, les 12 clubs européens les plus influents de l'époque (Ajax Amsterdam, FC Barcelone, Juventus FC, Liverpool, Manchester United, Real Madrid, Bayern Munich, Borussia Dortmund, Olympique de Marseille, AC Milan, Inter Milan et FC Porto) donnent leur accord sur cette réforme, mettant un terme au projet de Superligue,.

#### La Super Ligue, l'objectif de Florentino Pérez depuis 2009
En juillet 2009, Florentino Pérez, président du Real Madrid, remet l'idée au goût du jour et critique l'actuelle Ligue des champions, déclarant que « nous devons convenir d'une nouvelle Super Ligue européenne qui garantit que les meilleurs jouent toujours les meilleurs - ce qui ne se produit pas en Ligue des champions ». Selon le plan de Pérez, les meilleures équipes du continent continueraient à faire partie de leurs systèmes nationaux respectifs, mais auraient la possibilité de s'affronter à la fin de la saison régulière. En août 2009, le manager d'Arsenal, Arsène Wenger, prédit qu'une Super Ligue deviendrait réalité d'ici 10 ans en raison de la pression sur les revenus des clubs d'élite du continent.
En février 2012, Clarence Seedorf prédit également le lancement d'une telle compétition et lui apporte son soutien. En avril 2013, le sélectionneur écossais Gordon Strachan déclare qu'il pense que les clubs du Celtic et des Rangers rejoindraient une future nouvelle Superligue européenne composée de 38 clubs répartis en 2 divisions.
En mars 2016, des représentants des clubs de Premier League (Arsenal, Chelsea, Liverpool, Manchester City et Manchester United) ont été vus quittant une réunion avec les représentants du magnat américain Stephen M. Ross qui ont discuté de la proposition d'une Super Ligue européenne.
En août 2016, l'UEFA réforme ses compétitions sous la menace de cette Super Ligue afin de contenter les grands clubs. La fédération européenne annonce que, pour le cycle commercial 2018–2021, l'Angleterre, l'Italie, l'Espagne et l'Allemagne disposeront non plus de 3 mais de 4 places directes en phase de groupes de la Ligue des champions sans avoir à participer aux barrages.
En novembre 2018, les Football Leaks de l'hebdomadaire allemand Der Spiegel révèlent que des discussions secrètes entre clubs ont lieu sur la création d'une nouvelle compétition de clubs continentale, la Superligue européenne, qui commencerait dès 2021. Les 11 clubs fondateurs sont alors le Real Madrid, l'AC Milan, Arsenal, le FC Barcelone, le Bayern Munich, la Juventus, Manchester United, Chelsea, le Paris Saint-Germain, Liverpool et Manchester City. Les cinq clubs invités pour la saison inaugurale sont l'Atlético de Madrid, le Borussia Dortmund, l'Inter Milan, l'Olympique de Marseille et l'AS Rome.  
En octobre 2020, Sky Sports affirme que la FIFA propose une compétition de remplacement pour la Ligue des champions de l'UEFA appelée la Premier League européenne. Elle impliquerait jusqu'à 18 équipes dans un système de championnat puis de tournoi à élimination directe, sans relégation, similaire aux compétitions sportives des ligues majeures aux États-Unis comme la LNH, la NFL, la MLS, la NBA et la MLB. Des clubs de Premier League anglaise ainsi que des clubs d'Espagne, d'Italie, de France et d'Allemagne ont été invités. Le FC Barcelone accepte la proposition de rejoindre la Superligue, la veille de la démission de son président Josep Maria Bartomeu.
Cependant, le 21 janvier 2021, la FIFA et les 6 confédérations continentales de football (AFC, CAF, CONCACAF, CONMEBOL, OFC et UEFA) publient une déclaration rejetant la formation de toute Super Ligue européenne dissidente. Tout club ou joueur impliqué dans une telle ligue serait banni de toute compétition organisée par la FIFA ou l'une des 6 confédérations. La proposition reste néanmoins en discussion avec des clubs tels que Manchester United et Liverpool ; le document de proposition indique qu'une telle ligue commencerait dès la saison 2022–2023, avec 15 membres permanents dont 6 clubs de Premier League, et chaque club serait payé jusqu'à 360 millions d’euros pour la rejoindre, suivi de 250 millions d’euros par saison.

## 2021, lancement du projet de Super Ligue

### Douze clubs européens font sécession
Le 18 avril 2021, le New York Times rapporte que 12 clubs, 6 en Angleterre, 3 en Italie et 3 en Espagne, ont donné leur accord de principe de former une Super Ligue européenne. Le journal américain rapporte que chaque équipe gagnerait plus de 400 millions de dollars (290 millions de livres sterling) en participant à la compétition. Ces révélations ont suscité une réaction négative de la part de l'UEFA, des associations de football et des ligues de football de premier rang d'Angleterre, d'Italie et d'Espagne, qui ont publié une déclaration commune assurant qu'elles ne permettraient pas à la Super Ligue de se poursuivre. L'UEFA a également rappelé que tout club impliqué dans une compétition de ce type serait banni de toutes les autres compétitions nationales, européennes et mondiales, et que leurs joueurs pourraient se voir refuser la possibilité de représenter leurs équipes nationales. La Fédération française de football et la Ligue de football professionnel publient également une déclaration s'opposant au projet de Super Ligue ainsi que les instances allemandes. 
Plus tard dans la soirée, un communiqué de presse officiel annonce la formation de la Super Ligue, avec à sa présidence Florentino Pérez. Cette annonce tombe la veille d'une réunion du Comité exécutif de l'UEFA devant valider la réforme de la Ligue des champions de l'UEFA à partir de 2024, avec une augmentation des matchs et des revenus, sous la pression de grands clubs européens. 12 clubs, le Real Madrid CF, le FC Barcelone, l'Atlético de Madrid, le Manchester United FC, le Manchester City FC, le Chelsea FC, l'Arsenal FC, le Tottenham Hotspur FC, le Liverpool FC, la Juventus FC, l'Inter Milan et l'AC Milan, sont nommés membres fondateurs, avec trois autres clubs qui devraient les rejoindre avant la saison inaugurale, prévue « aussitôt que possible ». 20 équipes composent cette Superligue, ce qui permettrait à cinq clubs de se qualifier chaque année en fonction des résultats de la saison précédente. La compétition durerait d'août à mai, commençant par une phase de poules avec 2 groupes de 10. Les trois meilleurs clubs de chaque groupe se qualifieraient automatiquement pour les quarts de finale; les clubs classés quatrième et cinquième participeraient à des barrages aller-retour pour rejoindre les quarts de finale. À partir de là, une phase à élimination directe en matchs aller-retour se conclut sur une finale en un seul match sur terrain neutre. D'autre part, une Superligue féminine pourrait aussi être organisée.
Le 20 avril, le Guardian annonce que Chelsea et Manchester City ont des doutes concernant leur participation en raison de la pression populaire, et se renseignent pour faire machine arrière. Manchester City annonce le jour-même avoir entamé les procédures nécessaires pour son retrait du projet de Superligue, décision saluée par l'UEFA. Après cette annonce, l'ensemble des clubs anglais encore membres de la Super Ligue entament également la procédure de retrait. Le lendemain, l'Atlético de Madrid et l'Inter Milan annoncent également leur retrait du projet tandis que l'AC Milan et la Juventus FC admettent l'échec du projet.

### Un déferlement de réactions
L'idée d'une Super Ligue européenne est fortement critiquée par les fans et les commentateurs, soulignant son effet potentiellement dévastateur sur les ligues nationales, la Ligue des champions de l'UEFA et les petits clubs ; elle est considérée par certains comme une simple prise de pouvoir par les plus grands clubs pour plus d'argent et de contrôle sur le football. 

#### De la part de dirigeants de clubs
En 1998, à propos du projet de Media Partners, Gervais Martel, président du RC Lens, déclare : « Si cette compétition méprise les critères sportifs, je ne peux pas y souscrire. Mais les promoteurs de cette épreuve vont obliger l'Union européenne de football à sortir de sa léthargie. ».

#### De la part d'entraîneurs
Alex Ferguson, entraîneur légendaire de Manchester United, déclare que s'engager dans cette Super Ligue équivaut à « s'éloigner de 70 ans du football européen ».
Arsène Wenger, entraîneur d'Arsenal pendant 22 ans et occupant désormais un rôle à la FIFA déclare notamment que « cette idée n'ira pas loin ». En ajoutant que « le football doit rester uni, c'est la chose la plus importante ».
Jürgen Klopp, alors entraîneur du Liverpool Football Club, est un des premiers à réagir à l'annonce de la Super Ligue. Il avait déjà affirmé en 2019 son hostilité au projet (  « J'espère que cette Super Ligue ne se réalisera jamais (...) Bien sûr, il y a des enjeux économiques, mais pourquoi créer un système dans lequel Liverpool devrait affronter régulièrement le Real Madrid pendant 10 ans ? Qui voudrait voir cela chaque année ? » ). Dès le 20 avril, il confirme interviewe que son opinion « n'a pas changé » sur la question, et dénonce l'absence de concertation avec les joueurs et entraîneurs concernés avant l'annonce du projet : « je ne peux pas en dire plus car nous n'avons été consulté à aucun moment du projet, ni les joueurs ni moi, nous en ignorions tout ».
Pep Guardiola entraîneur de Manchester City, un des six clubs anglais engagés dans le projet de Super Ligue, s'élève vigoureusement contre le 20 avril, déclarant notamment : « Ce n'est plus un sport quand la relation entre l'effort et le succès, l'effort et le travail, n'existe plus. Le sport n’est pas un sport quand le succès est garanti. Ce n’est pas un sport quand il n’y a pas d’importance si vous perdez. Ce n’est pas juste si  les équipes qui se battent au sommet ne peuvent pas se qualifier ».

#### De la part de joueurs et anciens joueurs
Le milieu de terrain de l'Allemagne et du Real Madrid, Toni Kroos, critique les plans de 2020, affirmant que « l'écart entre les grands et les petits clubs se creusera encore plus. Tout ne doit pas toujours être plus rapide, avec de plus en plus d’argent ». Philipp Lahm, coéquipier de longue date de Kroos, souhaite voir un tableau « cosmopolite » pour une potentielle Super Ligue : « Mais tout comme les joueurs d'Istanbul, de Varsovie et de Bratislava obtiennent leur chance lors de l'Euro, ne serait-ce pas mieux inclure des équipes de Bruges, Saint-Pétersbourg, Athènes, Copenhague et Prague dans une ligue européenne ? ». 
En réaction à l'article du New York Times sur l'accord de principe le 18 avril 2021, avant même l'officialisation dans la nuit, Gary Neville, ancien défenseur de Manchester United et actuel copropriétaire de Salford City, critique vivement les propositions de la Super Ligue, déclarant qu'il se sentait « dégoûté » par les propositions, parlant de « scandale absolu » et appelant la Fédération anglaise de football à pénaliser lourdement les équipes impliquées. Plusieurs anciens joueurs britanniques s'insurgent contre ce projet : Danny Murphy, ancien joueur de Liverpool, se déclare « déçu et dégoûté », Micah Richards, ancien joueur de Manchester City, parle de « honte absolue », Roy Keane évoque « une question d'argent, de cupidité », Rio Ferdinand qualifie la Super Ligue de « guerre au football ».

#### De la part de supporters
Les supporters ont également exprimé leur opposition ; Football Supporters Europe a qualifié la proposition d'« illégitime, irresponsable et anticoncurrentielle de par sa conception »,. Pour son directeur général Ronan Evain, « ce sont des méthodes de bandits [...] on va vers une compétition ultra-répétitive à l'intérêt sportif très limité », ce serait aussi « une compétition moins européenne, réduite à vingt clubs et trois pays, peut-être quatre, cinq, six ou sept demain, tous de l'Europe de l'Ouest, avec aucune chance pour trois quarts de l'Europe du foot de se qualifier. ». Après l'échec du projet de Super Ligue, il appelle à davantage de régulation par l'UEFA.
En Angleterre, et notamment dans le quartier londonien de Chelsea devant le stade de Stamford Bridge, des centaines de supporters se rassemblent le 20 avril, portant des pancartes comme « Super Greed » (« super cupidité »), « Fans, not Customers » (« supporters, pas clients »), « 12 Greedy Pigs » (« 12 porcs cupides »), etc, bloquant le bus des joueurs avant le match contre Brighton. Ce n'est pas le seul endroit où les supporters se révoltent contre la Superligue. Comme le souligne le New York Times, les propriétaires de clubs de la Premier League signataires du projet n'avaient pas anticipé ce rejet généralisé.

#### De la part de commentateurs spécialisés
Plusieurs spécialistes déclarèrent que la Super ligue, si elle se concrétise, serait la plus grande révolution que connaîtrait le football européen depuis l'arrêt Bosman en 1995,, qui inspira d'ailleurs le projet.
Lors du sommet Business of Football du Financial Times en février 2021, Simon Green, responsable de BT Sport, détenteur des droits de la Ligue des champions de l'UEFA au Royaume-Uni, considère qu'une Super Ligue « ne vaudrait pas autant que les ligues existantes et La Ligue des champions en ce moment ».

#### De la part de dirigeants de pays
Le Premier ministre britannique Boris Johnson déclare que le projet de Super Ligue européenne serait « très dommageable » pour le football et appelle les clubs soutenant cette décision à répondre de leurs actions aux supporters,.
Le président français Emmanuel Macron exprime également des critiques et salue la position des clubs français pour avoir refusé de participer à une proposition de Super Ligue européenne « menaçant le principe de solidarité et le mérite sportif »,.

### Suspension du projet
Le 21 avril, après le retrait de cinq clubs anglais, la Super Ligue annonce la suspension du projet et des études pour le remodeler.

### Premiers désistements

#### Clubs souhaitant se retirer
| Club              | Pays       | Situation                     |
| ----------------- | ---------- | ----------------------------- |
| Manchester City   | Angleterre | Procédure de retrait en cours |
| Manchester United | Angleterre | Procédure de retrait en cours |
| Chelsea FC        | Angleterre | Procédure de retrait en cours |
| Arsenal FC        | Angleterre | Procédure de retrait en cours |
| Tottenham Hotspur | Angleterre | Procédure de retrait en cours |
| Liverpool FC      | Angleterre | Procédure de retrait en cours |
| Atlético Madrid   | Espagne    | Procédure de retrait en cours |
| Inter Milan       | Italie     | Procédure de retrait en cours |
| AC Milan          | Italie     | Procédure de retrait en cours |

## Nouveau projet
Les présidents des clubs dissidents présentent un nouveau projet en octobre 2021, avec pour nom Penser l’avenir du football en Europe. Il ne s'agit plus d'une ligue fermée comme prévu initialement mais de deux divisions de 20 équipes chacune,.

## Conséquences

### Vers une nouvelle législation?
Le lancement de la Super Ligue de football a provoqué une vague d'indignation, mais aussi une prise de conscience de problèmes juridiques. Plusieurs dirigeants, tant sportifs que politiques, ont fait alors part de leur souhait de faire évoluer les différentes législations organisant la pratique du football en Europe.
Le gouvernement britannique souhaite que ce genre de situation ne se reproduise plus et considère que la dérégulation à outrance a pu conduire à cette situation : une reprise en main du pouvoir décisionnel dans les clubs en limitant l'influence des actionnaires est donc envisagée.
Le 26 avril 2021, la Fédération italienne de football annonce la modification de son règlement intérieur. Dorénavant, les clubs qui adhèreraient à « des compétitions non reconnues par la fédération, par l'UEFA ou par la FIFA » seront immédiatement exclus du championnat.

### La relation UEFA-FIFA mise à mal?
Le projet de Super Ligue européenne a remis en avant les difficultés relationnelles entre l'UEFA et la FIFA notamment par le prisme des relations entre les deux présidents Aleksander Čeferin et Gianni Infantino. Si Čeferin, défendant les intérêts de son organisation, a immédiatement réagi très fermement et marqué son opposition stricte au projet, il semble que la position d'Infantino ne soit pas aussi claire. Alors qu'il a ouvertement fait savoir que la FIFA soutenait son représentant européen dans le combat contre la Super Ligue, sa position réelle reste ambiguë. Dans son édition du 23 avril, Le Monde fait état d'un document ayant fait la navette entre les clubs frondeurs et la FIFA à destination d'une personne présentée sous le nom de code WO1. Pour Javier Tebas, président la Ligue espagnole, il s'agit clairement d'Infantino car c'est ainsi qu'il est dénommé dans les documents internes de la Super Ligue. Le projet européen y est couplé avec un projet de refonte du championnat du monde des clubs, compétition organisée par la FIFA avec un partenariat financier commun.

### Des sanctions contre les clubs sécessionnistes
Le 9 mai 2021, l'UEFA annonce une série de sanctions à venir contre les douze clubs sécessionnistes. 
En premier lieu, l'UEFA s'adresse aux neuf clubs qui ont exprimé des regrets après la tentative de création d'une compétition hors règlementation européenne. Après un accord obtenu avec ces clubs, ils devront renoncer à 5 % des revenus dont ils pourraient bénéficier au vu de leurs résultats en coupes européennes. Ils devront aussi alimenter conjointement un compte de 15 millions d'euros destinés à des « communautés locales » du football européen. 
Par ailleurs, le sort des trois clubs restant engagés dans la Super Ligue, soit le Real Madrid, le FC Barcelone et la Juventus Turin, reste en suspens. Ils risquent des sanctions plus lourdes. Les trois derniers club mutins, par un communiqué commun publié le lendemain, dénoncent de leur côté les pressions et les menaces de l'UEFA. 
Le 1er juillet 2021, le tribunal de commerce no 17 de Madrid émet un avis concernant les éventuelles sanctions prises à l'encontre des clubs fondateurs de cette Super Ligue. Ce dernier oblige la FIFA et l'UEFA à ne pas prendre de mesures contre les clubs pour des raisons de conformité avec les lois concurrentielles. Le tribunal empêche les instances d'exclure les clubs, mais également de prendre des actions qui empêcheraient la création de la Super Ligue et la participation des joueurs à cette dernière. Cette décision vient confirmer une autre décision antérieure, selon la Cadena SER, du ministère de la justice suisse.
Le 21 avril 2022, Sofia Gil la magistrate instruisant l'affaire de la Super Ligue au tribunal de commerce de Madrid est revenue sur le jugement du 1er juillet 2021 de son prédécesseur, Manuel Ruiz de Lara, estimant qu'« il revient à ces organismes disciplinaires [de l'UEFA] et aux arbitres indépendants du TAS Tribunal arbitral du sport de trancher sur les possibles sanctions contre les clubs », ouvrant ainsi la voie à des recours de l'UEFA.

## Organisation de la Super Ligue

### Financement
Le 19 avril 2021, la banque américaine JP Morgan annonce qu'elle va financer le projet de la Super Ligue européenne. Un montant situé entre 4 et 6 milliards d'euros est évoqué par L'Équipe.
Des interrogations subsistent néanmoins derrière l'identité des réels financeurs potentiels qui investiraient dans le projet. Il pourrait s'agir de diffuseurs ou même d'États. L'entreprise Amazon et l'Arabie saoudite sont notamment cités.

### Organisation interne
À sa fondation, les dirigeants sont :
| Poste          | Nom              | Autres postes                     |
| -------------- | ---------------- | --------------------------------- |
| Président      | Florentino Pérez | Président du Real Madrid          |
| Vice-président | Andrea Agnelli   | Président de la Juventus          |
| Vice-président | Joel Glazer      | Co-président de Manchester United |
| Vice-président | John W. Henry    | Propriétaire de Liverpool         |
| Vice-président | Stan Kroenke     | Propriétaire d'Arsenal            |

### Participants
En tant que compétition fermée ou semi-fermée, quinze clubs dits « membres fondateurs » participeraient de manière permanente à la compétition. Cinq autres clubs seraient invités, pour atteindre le total de vingt participants chaque saison.

#### Composition initiale
| Club               | Pays       |
| ------------------ | ---------- |
| Real Madrid        | Espagne    |
| FC Barcelone       | Espagne    |
| Atlético de Madrid | Espagne    |
| Manchester United  | Angleterre |
| Manchester City    | Angleterre |
| Chelsea FC         | Angleterre |
| Arsenal FC         | Angleterre |
| Tottenham Hotspur  | Angleterre |
| Liverpool FC       | Angleterre |
| Juventus FC        | Italie     |
| Inter Milan        | Italie     |
| AC Milan           | Italie     |
| À déterminer       |            |
| À déterminer       |            |
| À déterminer       |            |